# Leucanopsis biedala
Leucanopsis biedala är en fjärilsart som beskrevs av William Schaus 1941. Leucanopsis biedala ingår i släktet Leucanopsis och familjen björnspinnare. Inga underarter finns listade i Catalogue of Life.